# A Milk-Fed Vamp
A Milk-Fed Vamp è un cortometraggio muto del 1917 diretto da David Kirkland.

## Produzione
Il film fu prodotto dalla Fox Film Corporation (come Sunshine Comedies).

## Distribuzione
Distribuito dalla Fox Film Corporation, il film - un cortometraggio in due bobine - uscì nelle sale cinematografiche USA il 25 novembre 1917.